# 孫延在
孫延在（韓語：손연재，1994年5月28日—），韩国已退役艺术体操运动员，毕业于首尔世宗高等学校，2013年入學就讀延世大學體育休閒學系。孙延在是韩国国家体操队成员。通曉俄語的孫延在在2010年广州亚运会中荣获艺术体操个人全能铜牌後，長期在俄羅斯受訓，當時其總教練為Elena Nefedova。
2017年2月18日，孫延在宣佈退出運動員生涯。

## 簡歷
2007年，孙延在在斯洛文尼亚青年体操世界杯荣获第五名。
2008年，孙延在还是初中三年级学生时，当时就与著名花式溜冰選手金妍儿所属的經理人公司IB体育签署合约 。
2010年10月，孙延在在韩国第91届全国体育大会艺术体操高級組比赛中荣获金牌。 同年参加广州亚运会，在比赛中荣获艺术体操团体第四名和个人全能比赛中荣获铜牌。
2011年在世界艺术体操锦标赛中荣获个人全能第十一名。同年10月10日，韩国体育节艺术体操个人赛在京畿道举行，孙延在参加了全部四个项目的比赛。
2012年8月，孫延在代表韓國出戰英國倫敦舉行的奥林匹克运动会藝術體操比賽個人全能項目，是韩国第一位进入奥运会决赛的艺术体操选手。她在首日的资格赛中获得了110.300分，以第六名的成绩进入决赛。隨後，她在決賽的圈操和球操分别取得28.050分和28.375分，以总分56.425分居於第3位；然而，她在棒操表演中卻出现失误掉棒，仅获得26.750分；儘管在最后的带操表演中获得了28.350分，最终仍以第五名完成賽事，無緣獎牌。
2013年在乌兹别克斯坦舉行的亚洲艺术体操锦标赛上，孙延在获得了三冠王，分別在个人全能，棒操，圈操環節獲得金牌。
2014年3月2日，2014赛季首战—莫斯科艺术体操大奖赛个人全能比赛中在个人圈操比赛中，孙延在以17.516的成绩获得第三名，也創下了亞洲運動員在此項比賽的歷史佳績。在接下来进行的棒操和带操比赛中，孙延在分别得到分17.816和17.666，荣获两枚铜牌。在棒操比赛中，孙延在以17.633分排名第四。同年4月7日在艺术体操世界杯里斯本站的比赛中，分別在球操、棒操和带操三項比賽中獲得金牌，在圈操比賽中獲得銅牌，荣获个人全能冠军，成為首位達到此成就的亞洲選手。
在2014年9月举行的2014年艺术体操世锦赛上取得个人全能第四，并在2014年艺术体操世界杯系列赛上连续11次荣获奖牌。
2014年10月2日，孫延在代表韓國出戰在韓國仁川舉行的仁川亚运藝術體操女子個人全能項目，她在決賽的圈操、带操和棒操分别取得18.216分、18.083分和18.100分的成績，儘管在最後一項的球操環節出現失誤，僅取得17.300分，她仍然以總分71.699分榮獲金牌，成為首位達到此成績的韓國選手。
2014年11月18日，韩国女性体育大赏选拔委员会表示，孙延在荣膺最佳奖项—“允谷女性体育大赏” 。
2016年8月，孫延在代表韓國出戰巴西里約熱內盧舉行的奥林匹克運動會藝術體操比賽個人全能項目，在資格賽時以排名第五（總分71.956分）進入決賽。然而決賽時，在環操項目失手，最終以0.6分之差屈居第四名（孫延在總分為72.898分，銅牌選手總分為73.583分）。

## 主要成绩
- 2014年仁川亚运会艺术体操个人全能金牌[9]
- 2014年仁川亚运会艺术体操团体銀牌
- 2014年艺术体操世界杯系列赛里斯本站 个人全能金牌
- 2014年世界艺术体操锦标赛 个人全能第四名
- 2014年世界艺术体操锦标赛 圈操铜牌
- 2013年世界艺术体操锦标赛 个人全能第五名
- 2013年亚洲艺术体操锦标赛 个人全能，棒操，圈操金牌
- 2011年世界艺术体操锦标赛 个人全能第十一名
- 2010年广州亚运会 艺术体操团体 第四名
- 2010年广州亚运会艺术体操个人全能铜牌

## 广告代言
孙妍在曾為 LG、Pantene、Mr.Pizza 及 Fila 作广告代言。

## 图集

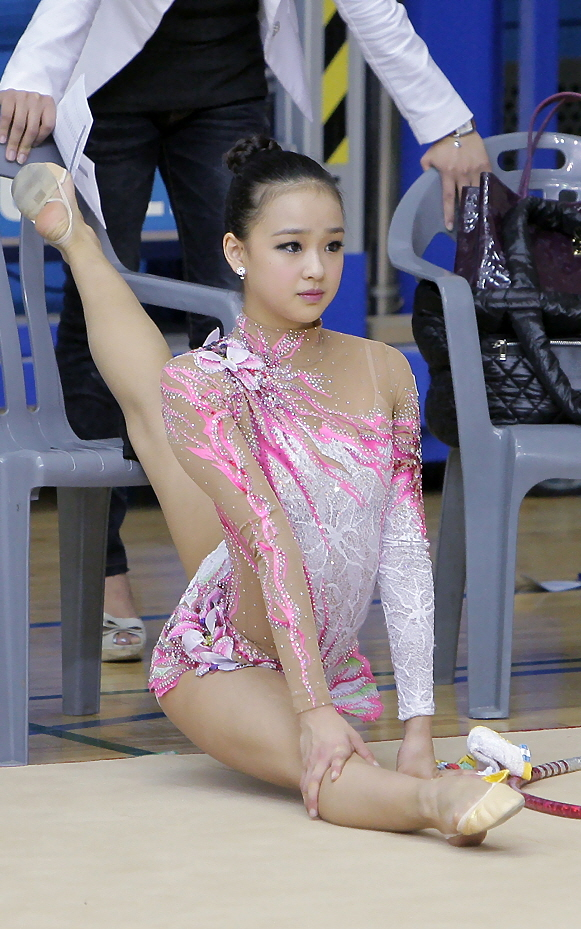
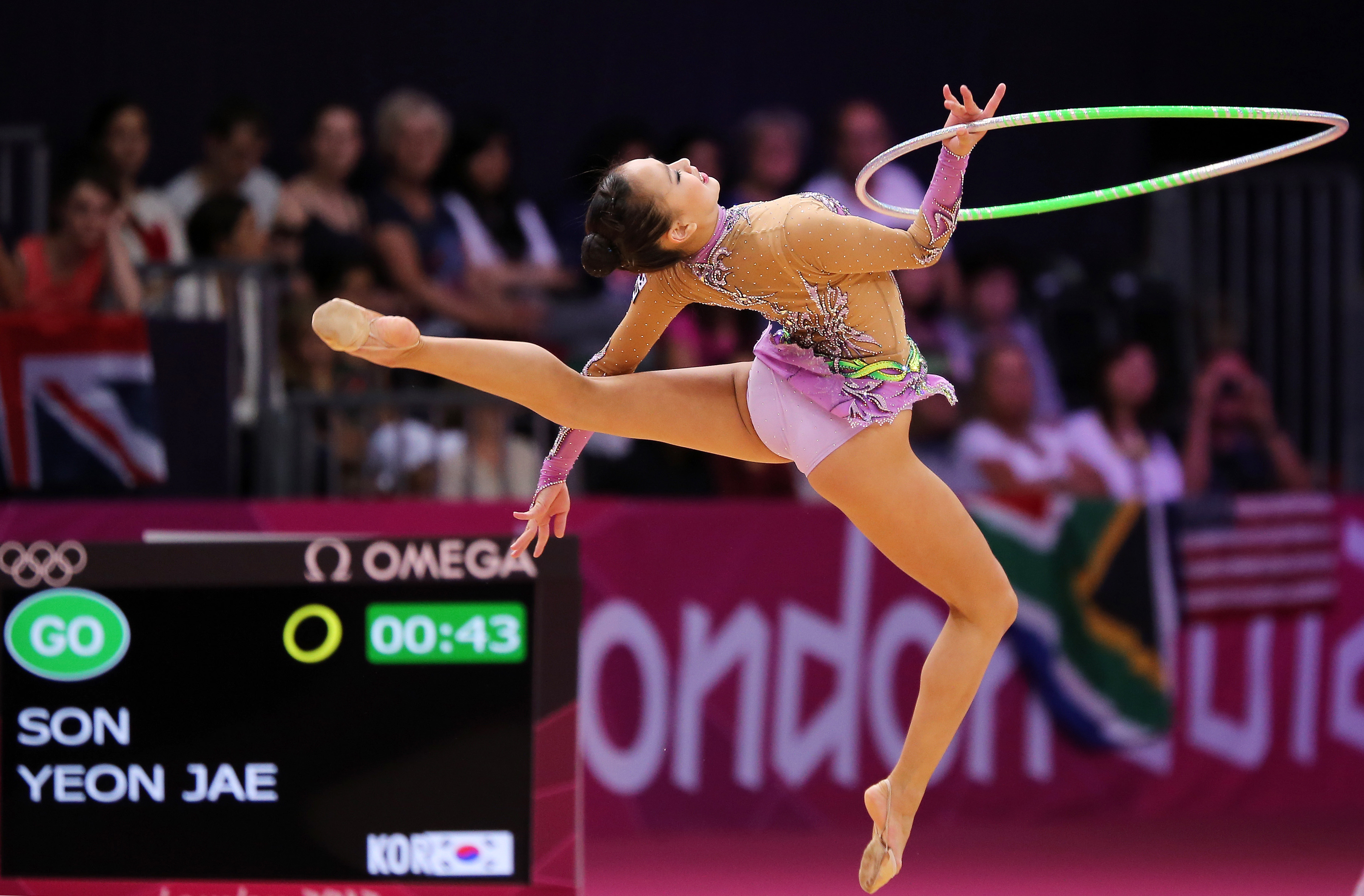
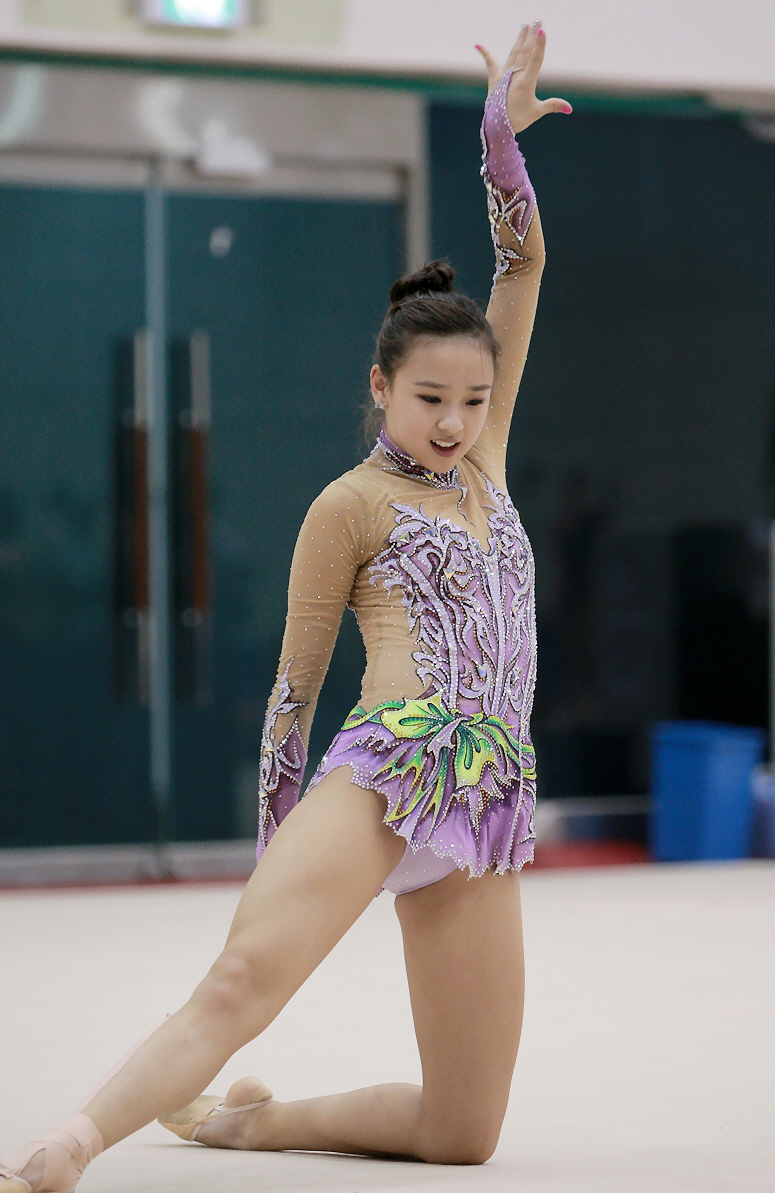
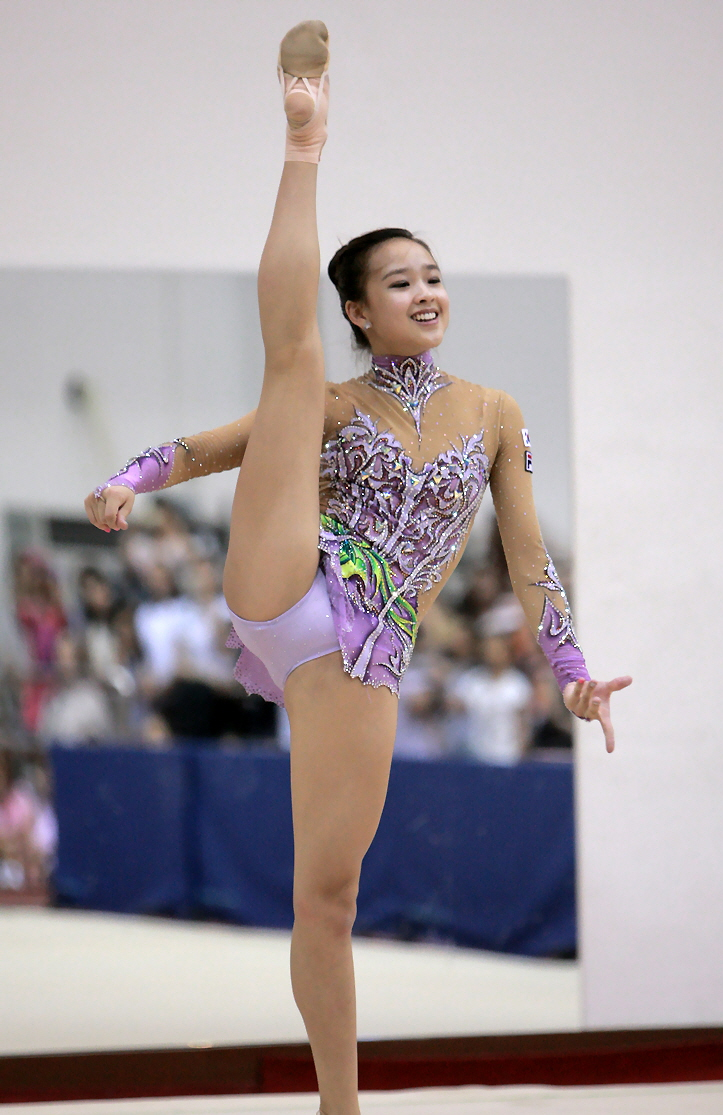
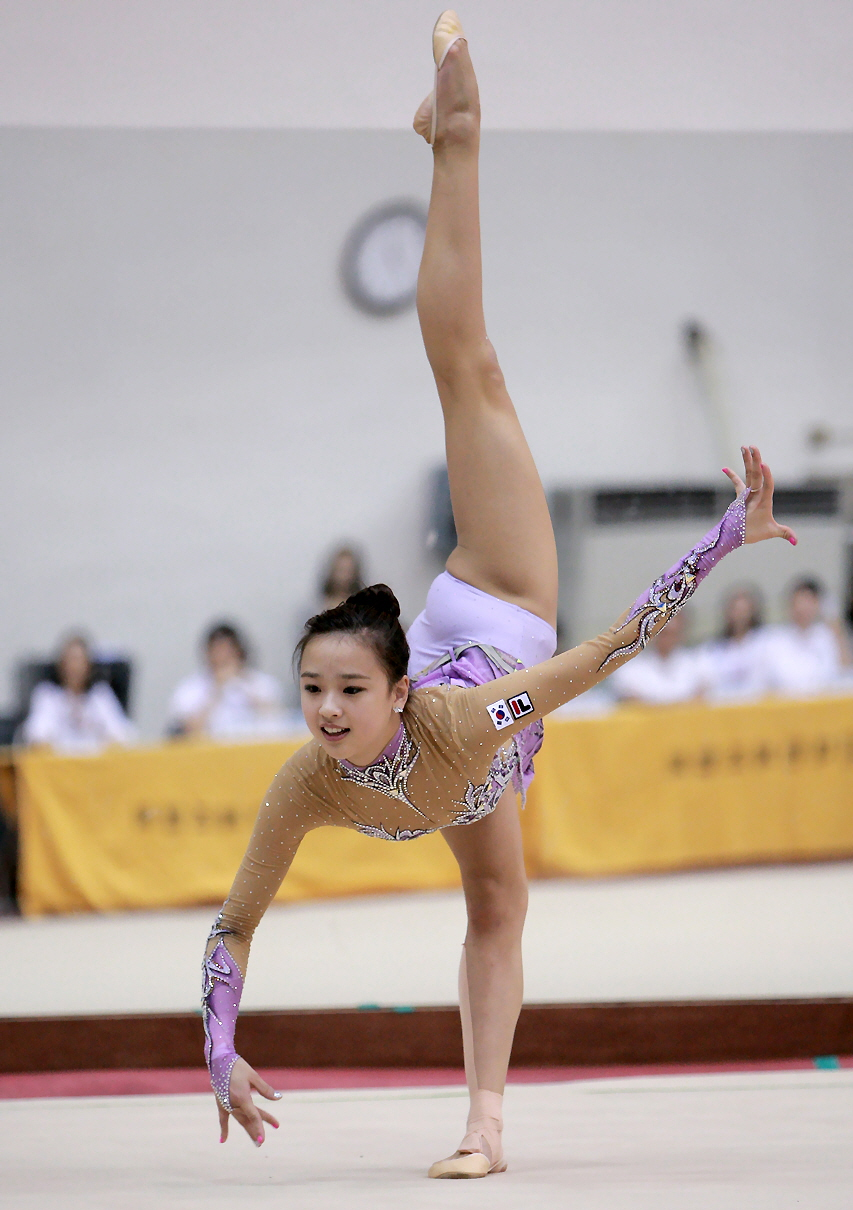
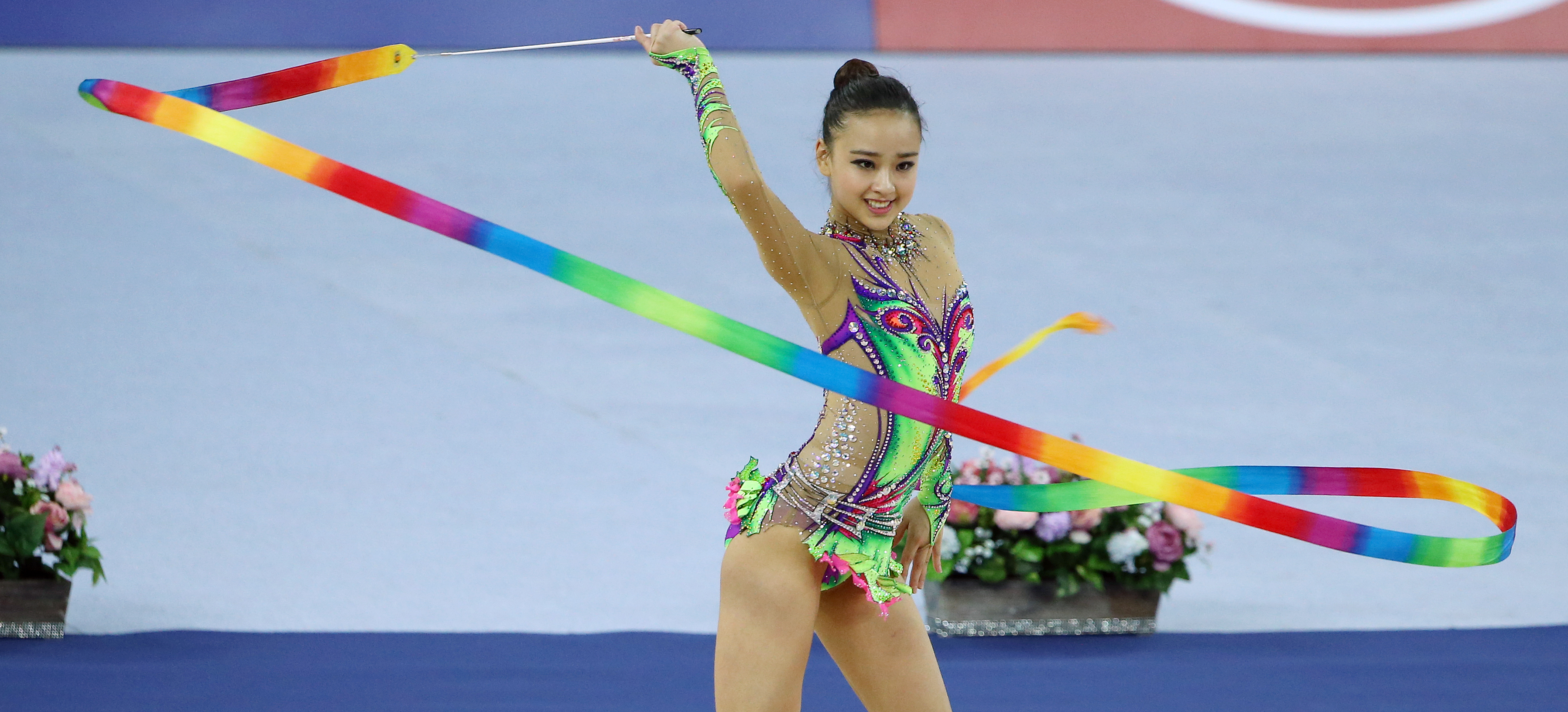

## 外部連結
- 官方网站
- 孫延在的Instagram帳戶